# 奧蒂什基弗爾赫

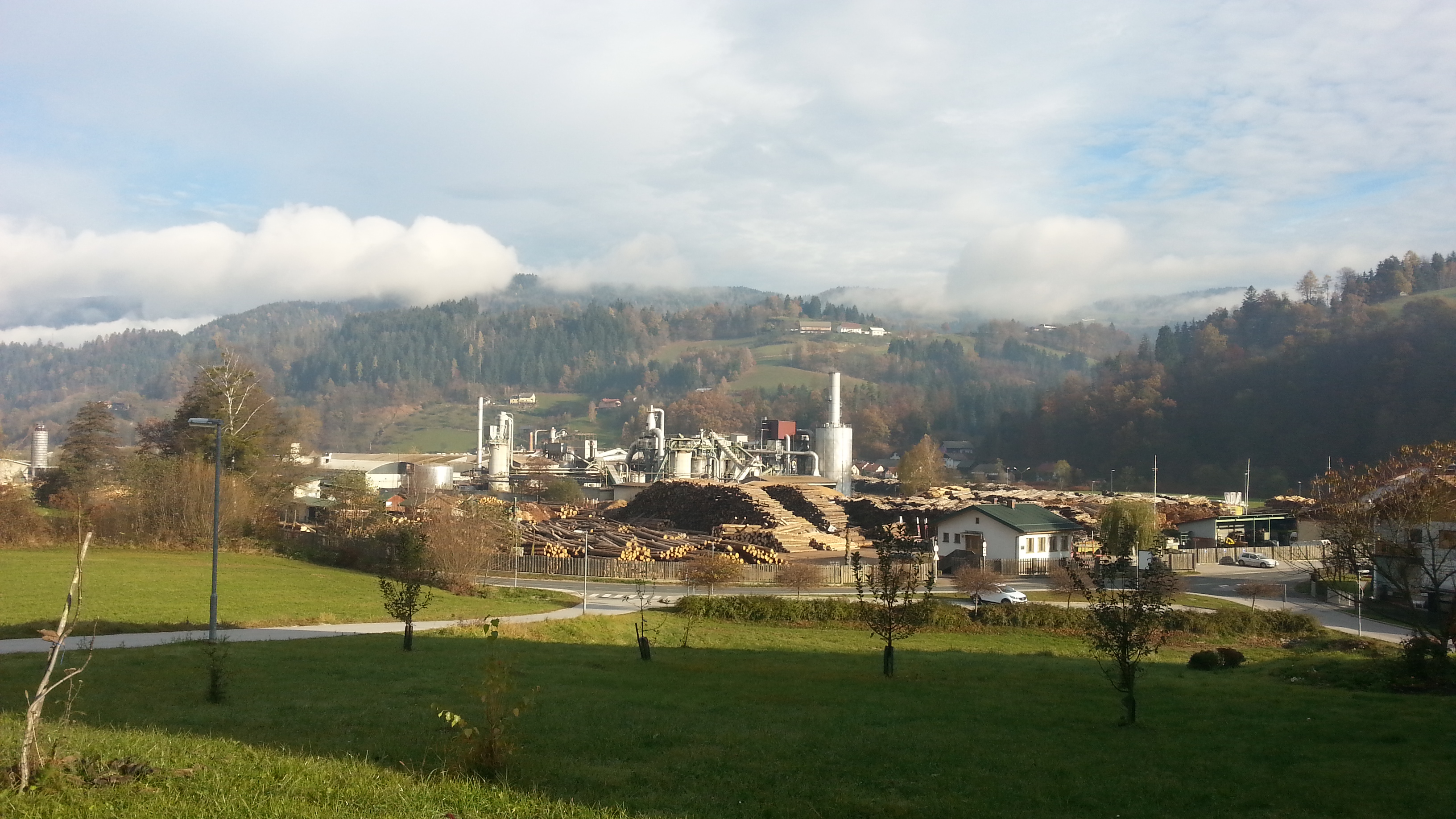
奥蒂什基弗尔赫

奥蒂什基弗尔赫是斯洛維尼亞北部德拉沃格勒市鎮的聚居地，面積為11.12平方公里，2017年人口数量为876人，人口密度為79人/km2。海拔高度為345.7米。

## 交通
- 奧蒂什基弗爾赫車站